# Бернар Септиманский
Берна́р Септиманский (фр. Bernard de Septimanie, около 795 — май 844, Тулуза) — маркиз Септимании и граф Нарбонны, Агда, Безье, Мельгей и Нима 828—832, 835—843, граф Барселоны и Жероны 826—832, 835—844, граф Тулузы 835—842, граф Отёна 830—844, камергер императора Людовика I Благочестивого, сын Гильома Желонского, графа Тулузы, и Кунегонды.

## Биография
В 816 году Бернар унаследовал область около Тулузы, но вскоре он деятельно начал расширять свои владения. Не без участия Бернара и его брата, графа Руссильона Госельма в 820 году был свергнут его старший брат Бера, граф Барселоны, обвиненный в измене. Однако император Людовик I Благочестивый передал Барселону графу Рампо и лишь после смерти Рампо в феврале 826 года император передал Барселону Бернару, которому сразу же пришлось столкнуться с восстанием знати, во главе которого встал гот Аисса, в своё время служивший в армии Беры. Аисса укрепился в области Валле, на его сторону перешли окрестные гарнизоны, а также сын графа Беры, граф Разе и Конфлана Гильемунд. Кроме того, Аисса обратился за помощью к арабам и эмир Кордовы Абд ар-Рахман II послал к нему на помощь армию под командованием Убайд Аллах Абу Марвана. В мае 827 года кордовская армия вторглась на территорию графства и летом осадила Барселону.
Бернар обратился за помощью к императору, который послал против арабов своего сына Пипина, короля Аквитании, а также графа Тура Гуго и графа Орлеана Матфрида. Но армия добралась до Барселоны только в конце 827 года. Арабы уже отступили, вместе с ними бежал и Аисса. В результате престиж Бернара, объявленного победителем мавров, возрос. На Ассамблее в Ахене в 828 году графы Гуго и Манфред были обвинены в том, что из-за их промедления графство было разорено, и лишены своих графств. Графом Орлеана стал Эд. Тогда же брату Бернара, Госельму, были переданы Разес и Конфлан, а владения умершего графа Лейбульфа (Нарбонна, Агд, Безье, Мельгёй, Ним и Юзес) были переданы Бернару с титулом маркиза Септимании.
В августе 829 года император Людовик отправил своего старшего сына Лотаря в Павию для управления Итальянским королевством, а взамен вызвал Бернара Септиманского, назначив его своим камерарием. Также Бернар стал наставником младшего сына императора, Карла, назначенного герцогом Эльзаса, Алемании и Реции. Таким образом Бернар стал одним из влиятельнейших лиц при дворе Людовика Благочестивого. Управляющим своими владениями Бернар назначил брата Госельма, взявшего титул маркиз Готии. Кроме того в 830 году Бернар после смерти старшего брата Тьерри III получил ещё и графство Отён в Бургундии.

Владения Бернара Септиманского в 826—832

На посту камерария Бернар быстро нажил себе многих врагов, включая старших сыновей Людовика Благочестивого, Лотаря, Пипина Аквитанского и Людовика Немецкого. Кроме того возникли слухи, обвиняющие Бернара в связи с императрицей Юдифью. Эти слухи вызвали бунт в армии, готовящейся к походу в Бретань. В результате Бернар был вынужден удалиться в Септиманию, лишившись своей должности при дворе, а также Отёнского графства.
В 831 году император задумал новый раздел своих владений между сыновьями, выделив наследство младшему сыну, Карлу. Бернар попытался наладить отношения со своим бывшим воспитанником, Карлом, которому должна была достаться в управление Готия, но тот вместе с матерью избегал контактов с Бернаром. После того, как император в октябре 831 года при личной встречи на Ассамблее в Тионвиле отказался вернуть Бернару прежнее положение, тот перешёл на сторону противников Людовика. Уже в ноябре подстрекаемый им король Аквитании Пипин восстал против отца. Против восставших выступил граф Тулузы Беренгер I, оставшийся верным императору. Он захватил в начале 832 года Руссильон, Разес и Конфлан. В итоге осенью Пипин, Бернар и его брат Госельм были вынуждены явиться на суд императора. Пипин был лишен своего королевства, переданного Карлу, и отправлен в заключение в Трир, а Бернар был лишен своих владений в Септимании, переданных Беренгеру. Его брат Госельм также лишился владений и был отправлен в ссылку в Бургундию.
Но уже в 833 году восстал старший сын императора Людовика, Лотарь. Беренгар и Госельм, сохранившие часть армии, выступили против Лотаря и разбили его. После гибели в 834 году своего брата Госельма, казнённого по приказу короля Лотаря I, Бернар потребовал от Людовика Благочестивого возвращения своих владений. Император колебался и в марте 835 года вызвал Бернара и Беренгера на Ассамблею в Кремье (около Лиона), где собирался решить этот вопрос, но, поскольку Беренгер неожиданно умер по дороге, то Бернар получил владения Беренгера — Барселону, Септиманию, а также Тулузу. При этом Ампурьяс и Руссильон были выделены в качестве соединённого графства Сунийе I, а графства Урхель и Сердань ещё в 833 году были захвачены графом Арагона Галиндо I Аснаресом. Отвоевать их обратно император поручил Сунифреду, брату графа Каркассона Олибы I.

Владения Бернара Септиманского в 835—844

Готское население владений Бернара было недовольно его правлением. В сентябре 838 года император Людовик получил 10 жалоб на Бернара. Кроме того Бернар часто отсутствовал в своих владениях, доверяя управление областями назначенным им виконтам.
После смерти Людовика I в 840 году Бернар постарался не принимать сторону кого-то из сыновей императора. Он не участвовал в битве при Фонтенуа в 841 году, после окончания которой послал своего сына Гильома к Карлу II, признавая его своим сюзереном и обещая помощь против Пипина II, объявившего себя королём Аквитании, но этого обещания не сдержал.
В 842 году Карл II выступил против Пипина II. При этом он лишил Бернара Тулузы (июнь 842 года), передав её Акфреду. Бернар отказался подчиниться и восстал, присоединившись к Пипину II. В 843 году он выгнал Акфреда из Тулузы. Против Бернара Карл отправил Гверина II, графа Шалона и Макона.
В августе 843 года Лотарь I, Людовик II и Карл II в Вердене заключили мир (Верденский договор), по которому империя была разделена между братьями. Септимания оказалась в королевстве Карла, кроме графства Юзес, вошедшего в королевство Лотаря. Кроме того графство Отён, на которое претендовал Бернар, было передано Гверину II.
В 844 году Карл вторгся в Аквитанию. Бернар попал к нему в плен и в мае 844 года был казнен. Его владения были разделены между несколькими графами.

## Брак и дети
Жена: с 24 июня 824 (Экс-ла-Шапель) Дуода (ум. после 2 февраля 843), дочь герцога Васконии Санчо I
- Гильом Септиманский (29 ноября 826—850), граф Барселоны с 848
- Бернар Плантвелю (22 марта 841 — 20 июня 886)[3], граф Отёна (Бернар II) 863—864, граф Роде 864—874, граф Ормуа 864—868, граф Оверни (Бернар II) с 868, граф Руэрга, Тулузы (Бернар III) и Лимузена с 872, граф Буржа и маркиз Готии (Бернар III) с 878, граф Макона (Бернар I) с 880, граф Лиона с 885, маркграф Аквитании (Бернар I) с 885
- Регелинда (843/844 — ?); муж: с 860 Вульгрин I Тайлефер (ум. 3 мая 886), граф Ангулема